# Marc Bruimaud
 (mars 2021).
Si vous disposez d'ouvrages ou d'articles de référence ou si vous connaissez des sites web de qualité traitant du thème abordé ici, merci de compléter l'article en donnant les références utiles à sa vérifiabilité et en les liant à la section « Notes et références ».
 (mars 2021).
La mise en forme du texte ne suit pas les recommandations de Wikipédia : il faut le « wikifier ».
Les points d'amélioration suivants sont les cas les plus fréquents. Le détail des points à revoir est peut-être précisé sur la page de discussion.
- Les titres sont pré-formatés par le logiciel. Ils ne sont ni en capitales, ni en gras.
- Le texte ne doit pas être écrit en capitales (les noms de famille non plus), ni en gras, ni en italique, ni en « petit »…
- Le gras n'est utilisé que pour surligner le titre de l'article dans l'introduction, une seule fois.
- L'italique est rarement utilisé : mots en langue étrangère, titres d'œuvres, noms de bateaux, etc.
- Les citations ne sont pas en italique mais en corps de texte normal. Elles sont entourées par des guillemets français : « et ».
- Les listes à puces sont à éviter, des paragraphes rédigés étant largement préférés. Les tableaux sont à réserver à la présentation de données structurées (résultats, etc.).
- Les appels de note de bas de page (petits chiffres en exposant, introduits par l'outil «  Source ») sont à placer entre la fin de phrase et le point final[comme ça].
- Les liens internes (vers d'autres articles de Wikipédia) sont à choisir avec parcimonie. Créez des liens vers des articles approfondissant le sujet. Les termes génériques sans rapport avec le sujet sont à éviter, ainsi que les répétitions de liens vers un même terme.
- Les liens externes sont à placer uniquement dans une section « Liens externes », à la fin de l'article. Ces liens sont à choisir avec parcimonie suivant les règles définies. Si un lien sert de source à l'article, son insertion dans le texte est à faire par les notes de bas de page.
- La présentation des références doit suivre les conventions bibliographiques. Il est recommandé d'utiliser les modèles {{Ouvrage}}, {{Chapitre}}, {{Article}}, {{Lien web}} et/ou {{Bibliographie}}. Le mode d'édition visuel peut mettre en forme automatiquement les références.
- Insérer une infobox (cadre d'informations à droite) n'est pas obligatoire pour parachever la mise en page.

Pour une aide détaillée, merci de consulter Aide:Wikification.
Si vous pensez que ces points ont été résolus, vous pouvez retirer ce bandeau et améliorer la mise en forme d'un autre article.
 (mars 2021).
Œuvres principales
Le Cycle de Catalpa (Editions Black-out)
Marc Bruimaud, né le 17 décembre 1958 à Vierzon en France, est un écrivain (nouvelles et romans), critique de littérature, de cinéma, de télévision et d'arts visuels, réalisateur, scénariste et acteur français. Il travaille également dans le domaine de l'art contemporain, sur la base d'installations multimédias. Il est connu des amateurs de supercheries littéraires sous le pseudonyme de Guy (ou Guylaine) Misty. 

## Ouvrages

### Critique
- Queneau aujourd'hui, Éditions Clancier-Guénaud, 1985 (direction - avec Mary-Lise Billot)
- Queneau encyclopédiste ?, Éditions du Limon, 1991 (direction - avec Mary-Lise Billot)
- Dictionnaire des personnages de Raymond Queneau, PULIM, 1994 (direction - avec Mary-Lise Billot) Prix de l'Humour Noir 1994
- Mission impossible (sous la direction de Martin Winckler et Alain Carrazé), Éditions 8e Art, 1992
- Dictionnaire de la Mort (sous la direction de Philippe Di Folco), Éditions Larousse, collection "In Extenso", 2010.
- La Bibliothèque des écrivains (recueil collectif), Service Commun de la Documentation, Université de Limoges, 2012 (réédition augmentée : 2014).
- Dictionnaire de la Méchanceté (sous la direction de Lucien Faggion et Christophe Regina), Éditions Max Milo, 2013.
- Distorsion X (recueil collectif), Éditions Zantrox, 2015.
- Gérard Damiano - Les Peaux La Chair Les Nuits, Éditions Jacques Flament, collection "Figures", 2018..

### Fiction
- Toujours malade (illustrations d'Alexis Horellou), Éditions Vanille Goudron, collection "Poulets & Poulettes", 2011.
- Makolet, Éditions Jacques Flament, collection "Côté Court", 2015.
- La vie coule, Éditions Jacques Flament, collection "Ambre", 2016.
- Penser / Lister, Éditions Jacques Flament, collection "Calin", 2019.
- 22/10, 22:10, Éditions Jacques Flament, 2020.
- Avant le crépuscule, Éditions Jacques Flament, collection "Miniatures", 2023.
- Ma Racontouze, Éditions Jacques Flament, collection "Dialogues", 2022.
- Tijuana (illustrations de Pascal Leroux), Editions Black-out, collection "Les Atypiques", 2016.
- Bettina et le Matador Errant (illustrations de Pascal Leroux), Editions Black-out, 2016
- Catalpa (illustrations de Pascal Leroux), Editions Black-out, collection "Les Atypiques", 2017.
- Le Tombeau de Carmilla (illustrations de Pascal Leroux), Editions Black-out, 2017.
- Bad Rebecca (illustrations de Pascal Leroux), Editions Black-out, 2018
- Loin de Tijuana (illustrations de Pascal Leroux), Editions Black-out, collection "Les Atypiques", 2019.
- La Corneille de Sinaloa  (illustrations de Pascal Leroux), Editions Black-out, 2019
- Ici (illustrations de Valérie Pillon), Editions Black-out, collection "Nouvelles Noires", 2018.
- Maintenant (illustrations de Valérie Pillon), Editions Black-out, collection "Nouvelles Noires", 2020.
- Saint-Guy (illustration de Matt Sesow), Editions Black-out, collection "Le Gueuloir", 2019.
- Rom Com, Editions Black-out, collection "e-Book", 2022.
- Bienvenue aux Paradis, Editions Souffle Court, collection "L'Atelier", 2023.
- Saint-Guy / La Ballade de Rosie Roquette (illustrations de Valérie Pillon et Val Zimmerman), Editions OOzWord, collection "Le Gueuloir", 2021.
- Penser, Classer, Aimer, Editions Kasemate, 2019.
- 52 inutilités (illustrations de Valérie Pillon), Chez Misty, collection "Meilleurs Vœux", 2016.
- 52 fois JCVD (illustrations de Valérie Pillon), Chez Misty, collection "Meilleurs Vœux", 2017.
- Polychromes : Logos (recueil collectif), Écorce Éditions, collection "Arobase", 2010.
- J'ai fait un rêve (recueil collectif), Souffle Court Éditions, collection "L'Atelier", 2013.
- Partir, revenir (recueil collectif), Stéphane Batigne Éditeur, collection "Questembert Littéraire", 2014.
- Agenda 2015 (recueil collectif), Editions Jacques Flament, 2014.
- Rencontres extrêmes (recueil collectif), Souffle Court Éditions, collection "L'Atelier", 2014.
- L'Ennui (recueil collectif), Editions Jacques Flament, 2016.
- La Folie (recueil collectif), Editions Jacques Flament, 2016.
- L'Instant fugace (recueil collectif), Editions Jacques Flament, 2017.
- L'Instant fugace 2 (recueil collectif), Editions Jacques Flament, 2018.
- La Mélancolie du lièvre (recueil collectif), Editions Jacques Flament, 2018.
- Le Vertige de l'amour (recueil collectif), Editions Jacques Flament, 2018.
- Cueilleur d'éclats (recueil collectif d'après des sculptures de Yann Perrier), Souffle Court Éditions, collection "LesGensDe", 2018.

### Sous le nom de Guy (ou Guylaine) Misty
- Perpendicular Annalects, Seagle-Eagles Éditions, Le Blanc, 1978 (avec Siranof Janek et Hallister Van Loo).
- Guerre et Pelle (ou Le Père Hegel), Seagle-Eagles Éditions, Le Blanc, 1980.
- Stardust, Nouvelle Donne n°3, Paris, 1994, pp. 16-17
- Chuquet Story, La Voix du regard n°16, Paris, 2003, pp. 286 à 291 (avec Jean-François Jeandillou et Jean Wirtz).

## Filmographie
- 2003 : Ceci est mon sang de Cyril Herry
- 2004 : Demake-up
- 2006 : Bristol
- 2006 : Super-8
- 2007 : Les belles absentes
- 2007 : Une amie
- 2013 : Cicatrices de Claire Belin

## Expositions
- Les filles perdues (vidéo, photo, collage, custom), Pôle Culturel "La Mégisserie", Saint-Junien, Haute-Vienne (France), du 16 janvier au 15 mars 2007
- Portrait de l'artiste en Gremlin (version salle de bain), Association "Raconte-moi une histoire", Limoges, Haute-Vienne (France), du 16 mars au 15 mai 2008